# Five songs and a cover
Five songs and a cover is een ep van de Foo Fighters, uitgebracht op 20 november 2005. Deze cd was alleen te verkrijgen in BestBuy-winkels in de Verenigde Staten. De nummers die erop staan zijn B-Sides van het album In your honor, dat een paar maanden eerder uitkwam.
De titel geeft aan dat het om vijf eigen nummers gaat en een cover. De cover is het nummer I feel free van de band Cream. Hierbij zingt de drummer, Taylor Hawkins, het lied, net zoals hij bij het nummer Cold day in the sun deed dat op het album In your honor staat.

## Tracklist
| 1.                 | Best of you (live)                   | 4:41 |
| 2.                 | D.O.A. (demo)                        | 4:11 |
| 3.                 | Skin and bones                       | 3:37 |
| 4.                 | World                                | 5:40 |
| 5.                 | I feel free (Jack Bruce, Pete Brown) | 2:56 |
| 6.                 | FFL (Fat Fucking Lie)                | 2:29 |
| Totale duur: 23:35 |                                      |      |